# جسر كيرتش للسكك الحديدية
جسر سكة حديد كيرتش، أو جسر كيرتش، كانَ جسرًا روسيًّا للسكك الحديدية عبر مضيق كيرتش، وهو مضيق يربط البحر الأسود ببحر آزوف. أنشئ في الفترة من 1944-1945، وربط منقطة تشوشكا سبيت من كراسنودار كراي مع شبه جزيرة كيرتش في القرم. يبلغ طول الجسر 4.5 كلم (2.8 ميل)، وكان أطول جسر في الاتحاد السوفياتي.

## تاريخ

### مقترحات لإنشاء جسر عبر مضيق كيرتش
نُظر في المقترحات المتعلقة ببناء جسر مضيق كيرتش منذ عام 1903. كان من المفترض أن يكون الجسر جزءًا من خط سكة حديد بين شبه جزيرة القرم وشبه جزيرة تامان. أُخذ خطان في عين الاعتبار وهما، شمالًا من ينيكالي إلى تشوشكا سبت، وجنوبًا كان من المقرر أن يعبر مضيق كيرتش عن طريق توزلا سبت.
سمحَ الخيارُ الشّمالي باستخدام البنية التحتية التي كانت موجودة للسكة الحديدية وكان أرخص، ولكن السكة الحديدية في هذه الحالة ستكون أطول، وكان يمكن أن تمر في الجزء الشمالي من شبه جزيرة تامان، متجنبة معظم المناطق المتطوّرة اقتصاديًّا. وعلى هذا فقد كان الطريق الجنوبي هو المفضّل، وفي عام 1910 صادق القيصر نيكولاس الثاني على الفحوصات الجيوتقنية التي أجريت على هذا الطريق. منعت الحرب العالمية الأولى والثورة الروسية بدء البناء. لم تُناقش فكرة بناء الجسر عبر مضيق كيرتش مرة أخرى قبل نهاية الحرب العالمية الثانية والغزو الألماني للاتحاد السوفيتي.
في أعقاب اندلاع الأعمال العدائية الألمانية السوفياتية في عام 1941، اكتسبت فكرة بناء وصلة ثابتة عبر مضيق كيرتش أهمية جديدة لضمان الإمداد للوحدات العسكرية من كلا المحاربين. بدأ تشييد جسر معلق من الحبال بواسطة منظمة تودت الألمانية في عام 1942 واكتمل في يونيو 1943. كفى الجسر الذي بلغت سعته اليومية 1000 طن لتلبية الاحتياجات الدفاعية للجيش الألماني السابع عشر (الفيرماخت). في 7 مارس 1943، أمر هتلر ببناء جسر مشترك للطرق والسكك الحديدية عبر مضيق كيرتش في غضون ستة أشهر، من أجل تسريع وصول الغزو الألماني لشمال القوقاز. بدأ البناء في إبريل 1943، ولكن قبل أن يكتمل البناء، بدأت الهجمات السوفييتية المركزة في سبتمبر 1943 على رأس الجسر، الأمر الذي أدى إلى التعجيل بتراجع ألمانيا. وعندما تراجع الفيرماخت فجر الأجزاء المكتملة بالفعل من الجسر ودمر جسر الحبال المعلق.

### بناء سوفييتي لجسر سكة حديد
راقب الاتحاد السوفييتي عن كثب حالة البنية الأساسية للنقل في شبه جزيرة القرم التي تحتلها ألمانيا. منذ يونيو عام 1943، عندما علمت الاستخبارات السوفييتية أن ألمانيا النازية كانت تقوم ببناء جسر على مضيق كيرتش، تم تخصيص قسم خاص للمعلومات المتعلقة به في المزيد من التقارير الاستخباراتية. استعادت القوات السوفييتية جسر الحبال الملعق واستخدمته بشكل كبير لتعزيز عملية كيرتش إلتيغن. كان السوفييت أيضا مهتمين باستخدام جسر، وفي يناير 1944، أمرت لجنة الدفاع الحكومية، حتى قبل تحرير الجيش الأحمر لكيرتش (الذي كان سيتم في 11 أبريل، أثناء هجوم القرم)، ببناء جسر للسكك الحديدية طوله 4.5 كيلومترات (2.8 ميل) عبر المضيق، مطالبة بأن يكون هذا الجسر جاهزًا بحلول 15 يوليو 1944. بحلول وقت تحرير كيرتش، كان التصميم الهندسي قيد التنفيذ وبدأ البناء العام على الطرق الشرقية المجاورة وعلى جسر على شاطئ القوقاز. شارك في الدفاع عن موقع البناء من الهجمات الجوية وكشفه 470 منصة مضادة للطائرات و294 مدفع مضاد للطائرات و132 كشّاف و96 مقاتلة ورادران.
للتعجيل بافتتاح الجسر، قسمت أعمال البناء إلى مرحلتين، لكن الموعد النهائي الذي طالبت به الحكومة كان مستحيلًا، استغرق البناء سبعة أشهر، وكان القطار الأول قد عبر الجسر في 3 نوفمبر 1944. في ذلك الوقت لم يتم سوى إنشاء الأجزاء المخصصة للمرحلة الأولى، في حين أنه كان هناك الكثير من العمل الذي يتعين القيام به لضمان حماية الجسر من العواصف والتدفق الجليدي. ساءت الأحوال الجوية بشدة في ديسمبر 1944، واشتدت العواصف الشتوية، ومنعت إنجاز أعمال البناء، كما ألحقت أضرارًا بالوصلة الثابتة نفسها. دفعت إحدى العواصف العنيفة إحدى الزوارق باتجاه الجسر الشرقي ودمرته.